# Vilim Harangozo
Vilim Harangozo (mađ. Harangozó Vilim Vilmos; Subotica, 25. januar 1925 — Beograd, 14. januar 1975), je bio jedan od najboljih jugoslovenskih stonotenisera svih vremena, višestruki državni prvak i reprezentativac.

## Sportska karijera
Sportsku karijeru je počeo sa dvanaest godina u Subotici u Omladinskom klubu, a nastavio je sa starijim bratom Tiborom u STTC, a sa četrnaest godina, 1939. godine, je već nastupao za seniorsku reprezentaciju Jugoslavije i tako postaje najmlađi stonoteniski reprezentativac. „Kiči”, što mu je bio nadimak, je bio jedan iz uskog kruga defanzivaca u istoriji stonog tenisa. Posedovao je nešto što drugi nisu imali, ili nisu bar imali u tolikoj meri - izvanredan stil. Niko mu u tome nije bio ravan. Urođenih elegantnih pokreta, na vrhuncu snage, lagan i pokretljiv, savršene tehnike. Iznad svega je bio borac od glave do pete, kakav se samo poželeti može. Smatrao se izuzetno počašćenim kad je branio boje državne reprezentacije, ali „ginuo” je i za svoju Suboticu, a iznad svega za svoj „Spartak”. Takvog sportistu je bilo teško naći. Zaista, „Kiči” je bio neponovljiv i jedinstven. Izmamljivao je aplauze gde god je igrao.
Harangozo je igrao u doba amaterskog sporta, u vreme koje neki sa pravom smatraju „romantičarskim”. Tako je i igrao. Maštovito, suptilno, sjajno osećajući lopticu i pravi trenutak za iznenadni kontra-udarac. Dobro je igrao i fudbal, tenis i odbojku. No, svoje najzrelije igračke godine proveo je u “Spartaku” za koji ga vežu i brojni uspesi.

## Priznanja
„Kiči” je u prvom posleratnom periodu punih petnaest godina visoko držao jarbol jugoslovenskog stonoteniskog sporta. Oblačio je dres sa državnim grbom u reprezentativnim utakmicama 127 puta, osvojio je 38 međunarodnh naslova (13 u singlu, 24 u parovima i 1 ekipno).
Pobednički lovorov venac dobio je prilikom osvajanja međunarodnih pojedinačnih prvenstava Francuske, SR Nemačke, Švajcarske, Čilea, Jugoslavije, Belgije i Moskve. Bio je treći na Evropskom prvenstvu u Budimpešti. Bio je 1958. osvajač četiri medalje na svetskim prvenstvima, prvi jugoslovenski igrač koji je igrao u finalu Svetskog prvenstva (sa Lindom Wertl u Beču 1951. u igri mešovitih parova). Zajedno sa Žarkom Dolinarom upisao se u večnu listu pobednika svetskih prvenstava, trijumfom u igri parova u Londonu 1954. godine. U raznim disciplinama na prvenstvima države osvojio je ukupno 29 titula, od toga je čak osam puta bio pojedinačni prvak što je do sada nedostignut rekord. Ukupno je osvojio oko 2.000 sportskih trofeja.

## Trenerska karijera
Harangozo je bio aktivan u raznim organima Stonoteniskog Saveza Jugoslavije, a isticao se i trenerskim radom u periodu od 1963. pa do 1965. godine. U Ljubljani je 1965. godine na SPENT-u vodio jugoslovensku reprezentaciju, koja se kao najbolja evropska nacija plasirala na četvrto mesto u svetu, a u Minhenu je 1969. trenirajući zapadne Nemce imao i još zapaženih uspeha.
Aktivan i kao društveno-sportski radnik, odmah posle Drugog svetskog rata, postaje predsednik Gradskog odbora USAOJ, pa odbornik SSRNJ, član Sreskog saveza sportova itd.
Vilim Harangozo, do sada najkvalitetniji sportista Subotice odlikovan je 1969. Ordenom bratstva i jedinstva sa srebrnom zvezdom, a godine 1965. nagrađen je Oktobarkom nagradom Subotice.
Na ESTON 74 u Novom Sadu ukazano mu je posebno priznanje kao predsedniku počasnog odbora Evropskog prvenstva, no neposredno nakon toga bolest ga je prikovala uz bolesnički krevet.

## Prolog
Vilim je umro u beogradskoj bolnici 14. januara 1975. Na sahrani šampiona na Bajskom groblju u Subotici skupilo se nekiliko hiljada građana, njegovi brojni prijatelji i sportisti kao i ugledni društveno-politički radnici grada Subotice. U grob mu je stavljen reket i loptica sa kojom je pobedio svetskog prvaka B.Vanu, a ti sportski rekviziti bili su simboli njega samog čitavog života. U znak sećanja na velikog majstora stonoteniske igre Vilima Harangozoa ustanovljen je Memorijalni savezni turnir Vilim Harangozo koji se početkom svake kalendarske godine igra u Subotici. Vilim Harangozo je bio istinski šampion i pionir sporta čije su trajne neprocenjive zasluge za jugoslovenski i subotički stoni tenis.